# Bentheim-Limburg
Bentheim-Limburg fue un efímero condado del Sacro Imperio Romano Germánico, creado como una partición de Bentheim-Steinfurt en 1606. Fue refusionado con Bentheim-Steinfurt en 1632.

## Conde de Bentheim-Limburg (1606-1632)
- Conrado Gumbert (1606-1632)

- Datos: Q3638324